# Trichocentrum teaboanum
Trichocentrum teaboanum är en orkidéart som först beskrevs av R.Jiménez , Carnevali och José Luis Tapia, och fick sitt nu gällande namn av Rolando Jiménez Machorro och Ca. Trichocentrum teaboanum ingår i släktet Trichocentrum och familjen orkidéer. Inga underarter finns listade i Catalogue of Life.